# Parque del Lago en Friburgo
El parque del Lago (en alemán: Seepark) está ubicado en el barrio Betzenhausen en el oeste de Friburgo de Brisgovia en Baden-Wurtemberg, Alemania. El lago Flückiger en el parque es un lago excavado. La Landesgartenschau de 1986 tuvo lugar alrededor del lago. Desde entonces el parque con un área de unos 35.000 km² es una zona recreativa.

## Jardín Japonés
El jardín japonés en el parque fue creado en 1989 por el paisajista Yoshinori Tokumoto de la ciudad hermanada Matsuyama e inaugurado en 1990.

## Enlaces
- Wikimedia Commons alberga una categoría multimedia sobre Parque del Lago Friburgo.
- Friburgo: Parque del Lago
- Páginas Badenses: Vistas del Parque del Lago Friburgo